# عبدالرحمان یعقوب
عبدالرحمان یعقوب (انگلیسی: Abdul Rahman Ya'kub؛ ۳ ژانویهٔ ۱۹۲۸ – ۹ ژانویهٔ ۲۰۱۵) یک سیاست‌مدار اهل مالزی بود.